# Breidablik
Breidablik (altnord.: Breiðablik „Breitglanz, Weitglanz“) ist in der nordischen Mythologie einer der Götterpaläste in Asgard und der Wohnsitz des Gottes Balder.

„Die siebente ist Breidablick: da hat Baldur sich 

Die Halle erhöht;

in jener Gegend, wo der Greuel ich 

die wenigsten lauschen weiss.“

## Künstlervereinigung
Breidablik hieß eine Künstlervereinigung, die in Konstanz von Kasia von Szadurska Anfang des 20. Jahrhunderts gegründet wurde und nur kurz bestand. Dazu gehörte auch Hans Breinlinger.